# Coleman (Texas)
Coleman es una ciudad ubicada en el condado de Coleman en el estado estadounidense de Texas. En el Censo de 2010 tenía una población de 4.709 habitantes y una densidad poblacional de 294,25 personas por km².

## Geografía
Coleman se encuentra ubicada en las coordenadas 31°49′53″N 99°25′20″O / 31.83139, -99.42222. Según la Oficina del Censo de los Estados Unidos, Coleman tiene una superficie total de 16 km², de la cual 15.91 km² corresponden a tierra firme y (0.58%) 0.09 km² es agua.

## Demografía
Según el censo de 2010, había 4.709 personas residiendo en Coleman. La densidad de población era de 294,25 hab./km². De los 4.709 habitantes, Coleman estaba compuesto por el 85.98% blancos, el 2.95% eran afroamericanos, el 0.74% eran amerindios, el 0.62% eran asiáticos, el 0.02% eran isleños del Pacífico, el 7.75% eran de otras razas y el 1.93% pertenecían a dos o más razas. Del total de la población el 18.94% eran hispanos o latinos de cualquier raza.